# Vía XXV
La Via Viginti Quinque Hispanica,  Itinerario Antonino A-25 o Vía XXV era una calzada romana de la época de Augusto, descrita en el Itinerario de Antonino, que unía las ciudades de Augusta Emerita (Mérida), y Caesaraugusta (Zaragoza). Unía la meseta y el valle del Ebro a través del camino natural que discurre por los valles del río Henares y del río Jalón.

La península ibérica en el año 125

## Itinerario
En la tabla adjunta se detalla el itinerario y las distancias entre las ciudades que recorria según aparecen descritas en el Itinerario. En la columna de la izquierda se muestra el texto original latino y a la derecha su equivalente actual, aproximado en algunos casos.
| Iter XXV (Vía 25)                        | |
| Alio itinere ab Emerita Cesaragustam 369 | Otro camino de Mérida a Zaragoza, 369 millas (la vía 24 también va de Mérida a Zaragoza, pero por Salamanca) |
| Lacipea XX                               | Villar de Rena (Badajoz), 20 millas                                                                          |
| Leuciana XXIV                            | Ubicación desconocida, unos dicen que es Logrosán (Cáceres) y otros que Luciana (Ciudad Real), 24 millas     |
| Augustobriga XXII                        | Actualmente sumergida en el embalse de Valdecañas, 22 millas                                                 |
| Toletum LV                               | Toledo, 55 millas                                                                                            |
| Titulciam XXXIV                          | Titulcia (Madrid), 34 millas                                                                                 |
| Complutum XXX                            | Alcalá de Henares, 30 millas                                                                                 |
| Arriaca XXII                             | Guadalajara, 22 millas                                                                                       |
| Caesada XXIV                             | Espinosa de Henares, 24 millas                                                                               |
| Segontia XXIV                            | Sigüenza, 24 millas                                                                                          |
| Arcobriga XXIII                          | Monreal de Ariza, 23 millas                                                                                  |
| Aquae Bilbilitanorum XXIV                | Alhama de Aragón, 24 millas                                                                                  |
| Bilbilis XVI                             | Calatayud, 16 millas                                                                                         |
| Nertobriga XXI                           | Calatorao, 21 millas                                                                                         |
| Segontia XIV                             | Cerca de Bárboles, 14 millas                                                                                 |
| Cesaraugusta XIV                         | Zaragoza, 14 millas                                                                                          |